# Spedition
Spedition er det at booke fragtede varer, arrangere opsamling, transport og levering. En person, der arbejder med spedition, kaldes en speditør. Spedition er således en formidlingsvirksomhed, der ekspederer og modtager gods på vegne af andre, og sørger for ting såsom told, opbevaring, omlastning og videreforsendelse samt dokumentation heraf. Spedition anvendes særligt indenfor logistik og søtransport.
Ordet "spedition" kommer fra det italienske ord spedire som betyder "at sende".
Der findes flere større danske speditørfirmaer; DLG, Blue Water Spedition og CW Spedition
| Erhverv og erhvervsliv | Spire Denne artikel om erhverv, erhvervsliv og arbejdsmarked er en spire som bør udbygges. Du er velkommen til at hjælpe Wikipedia ved at udvide den. |

l